# KAZKA
Kazka (stilizat KAZKA, din ucraineană казка (kazka) - poveste) este o formație ucraineană care interpretează muzica pop cu elemente de electro-folk. De la crearea sa în 2017, vocalista este Oleksandra Zaritska, la soplika canta Dmytro Mazuriak și alaturi de multi-instrumentalistul Mykyta Budash au devenit o senzație ucraineană, "descoperire a anului"; prima trupa de mzuica ucraineană din clasamentul SHAZAM; și un titular de înregistrare în rândul artiștilor ucraineni pe YouTube. Trupa a depășit topurile în câteva țări, printre care Ucraina, Letonia, Bulgaria, Armenia, Kazahstan, Uzbekistan, Belarus, Rusia, Columbia și așa mai departe.
Producatorul si managerul grupului este Yuriy Nikitin si compania mamamusica .

## Istoria bandei muzicale
KAZKA a apărut la 1 martie 2017, cu lansarea sa de debut "Sviata", care a devenit imediat un hit și posturile de radio sunt cucerite în Ucraina.. Inițial, formația a fost compusă din vocalistul Oleksandra Zaritska și multi-instrumentalistul Nikita Budash (chitara, claviatură), care lucrează de asemenea la aranjamentele și ingineria sunetului. Sviata a fost, de asemenea, debutul video al trupei. Serhii Tkachenko a regizat videoclipul, care este o lucrare minimalistă în nuanțe roșii, cu membrii trupei și un număr de simboluri slavice antice (Dazhbog, Steaua Ladei, Zervan, Koliada, Steaua lui Herest, Bilobog și altele).

## Membrii trupei
- Oleksandra Zaritska
- Mykyta Budash
- Dmytro Mazuriak

## Discografie

### Albume de studio
| Titlu           | Detalii                                                                       |
| --------------- | ----------------------------------------------------------------------------- |
| Karma ( Карма ) | - Lansat: 27 aprilie 2018 - Etichetă: Mamamusic - Format: Descărcare digitală |

### Single
| "Saint" ( "Свята" )                                                                                | 2017 | 5  | -  | -  | - | 183 | Karma |
| "Miracles" ("Дива")                                                                                | 2017 | 9  | -  | -  | - | 197 | Karma |
| "By Myself" ("Сама")                                                                               | 2018 | -  | -  | -  | - | -   | Karma |
| "She Cried"( "Плакала" )                                                                           | 2018 | 1  | 52 | 13 | 4 | 1   | Karma |
| "Apart"                                                                                            | 2019 | 39 | -  | -  | - |     |       |
| "-" desemnează un singur titlu care nu a fost catalogat sau nu a fost eliberat pe acest teritoriu. |      |    |    |    |   |     |       |

## Colaborări
- 2019 - Tua feat. KAZKA «Bedingungslos»
- 2019 - KAZKA - Plakala [R3HAB Remix]
- 2019 - KAZKA - CRY [cu R3HAB]

## Legături externe
- Site web oficial
- en  Biografie la site-ul oficial Kazka
- Oleksandra Zaritska la IMDb